# 亨利埃塔 (密蘇里州)
亨利埃塔（英語：Henrietta）是位於美國密蘇里州雷縣的城市。

## 人口
根據2020年美國人口普查的數據，亨利埃塔的面積為1.54平方千米，皆為陸地。當地共有人口278人，而人口密度為每平方千米181人。